# Stratiolibinia
Stratiolibinia is een geslacht van kreeftachtigen uit de klasse van de Malacostraca (hogere kreeftachtigen).

## Soorten
- Stratiolibinia bellicosa (Oliveira, 1944)
- Stratiolibinia rostrata (Bell, 1836)